# WNBA 2016
Die Saison 2016 war die 20. Saison der Women’s National Basketball Association (WNBA). Die reguläre Saison begann am 14. Mai 2016. Vom 23. Juni bis 24. August 2016 wurde wegen der Olympischen Spiele in Rio pausiert. Nach Abschluss der regulären Saison, die bis zum 18. September 2016 lief, begannen die Playoffs um die WNBA-Meisterschaft. Das Playoff-Format wurde zu dieser Saison deutlich überarbeitet, um spannendere Partien zu ermöglichen. Den Titel gewannen die Los Angeles Sparks.

## Draft
Am 24. September 2015 fand eine Lotterie über die Auswahlreihenfolge der ersten vier Picks statt. Bei der Lotterie sicherte sich die Seattle Storm vor den San Antonio Stars und den Connecticut Sun den ersten Draft-Pick. Den Atlanta Dream wurde nur der vierte Draft-Pick zugeteilt. Die Gewinnwahrscheinlichkeit wurde dabei erstmals auf Grundlage der Bilanzen der beiden letzten Saisons festgelegt.
Der WNBA Draft 2016 fand am 14. April 2016 in der Mohegan Sun Arena in Montville, Connecticut statt. In Person von Breanna Stewart, Moriah Jefferson und Morgan Tuck wurden mit den ersten drei Picks ausschließlich Spielerinnen der University of Connecticut ausgewählt. Auch das Team aus Connecticut war in der ersten Draft-Runde häufig beteiligt, den drei der ersten sechs Draft-Picks gingen an die Sun. Insgesamt sicherten sich die 12 Franchises die Rechte an 36 Spielerinnen. Den Hauptanteil mit 29 Spielerinnen stellten die Vereinigten Staaten.

### Top-5-Picks
Abkürzungen: Pos = Position, G = Guard, F = Forward, C = Center

| #  | Spielerin        | Nationalität       | Pos | WNBA-Mannschaft                       | College/Profi-Team        |
| -- | ---------------- | ------------------ | --- | ------------------------------------- | ------------------------- |
| 1. | Breanna Stewart  | Vereinigte Staaten | C   | Seattle Storm                         | University of Connecticut |
| 2. | Moriah Jefferson | Vereinigte Staaten | G   | San Antonio Silver Stars              | University of Connecticut |
| 3. | Morgan Tuck      | Vereinigte Staaten | F   | Connecticut Sun                       | University of Connecticut |
| 4. | Rachel Banham    | Vereinigte Staaten | G   | Connecticut Sun (von Atlanta Dream)   | University of Minnesota   |
| 5. | Aerial Powers    | Vereinigte Staaten | F   | Dallas Wings (von Los Angeles Sparks) | Michigan State University |

## Reguläre Saison

### Modus
Die 12 WNBA-Mannschaften sind in zwei Conferences aufgeteilt, wobei die Eastern Conference und die Western Conference jeweils sechs Mannschaften umfassen. Insgesamt bestreitet jede Mannschaft im Verlauf der regulären Saison 34 Saison-Spiele, davon bestreitet jede Mannschaft die Hälfte der Spiele zu Hause bzw. Auswärts. Aufgrund der Einführung des conference-übergreifenden Playoff-Systems wurde auch die Verteilung der Gegner in der regulären Saison angepasst. Innerhalb der eigenen Conference spielen die Mannschaften gegen eine Mannschaften insgesamt vier Mal und gegen die restlichen vier Mannschaften drei Mal gegeneinander. Außerdem spielt jede Mannschaft noch drei weitere Spiele gegen jede Mannschaft aus der anderen Conference.

### Abschlusstabellen
Erläuterungen:       = Playoff-Qualifikation,       = Conference-Sieger
| Pl | Team               | Sp | S  | N  | %    | GB  | Heim | Auswärts |
| -- | ------------------ | -- | -- | -- | ---- | --- | ---- | -------- |
| 1  | New York Liberty   | 34 | 21 | 13 | 61,8 | -   | 10:7 | 11:6     |
| 2  | Chicago Sky        | 34 | 18 | 16 | 52,9 | 3,0 | 11:6 | 7:10     |
| 3  | Indiana Fever      | 34 | 17 | 17 | 50   | 4,0 | 8:9  | 9:8      |
| 4  | Atlanta Dream      | 34 | 17 | 17 | 50   | 4,0 | 11:6 | 6:11     |
| 5  | Connecticut Sun    | 34 | 14 | 20 | 41,2 | 7,0 | 8:9  | 6:11     |
| 6  | Washington Mystics | 34 | 13 | 21 | 38,2 | 8,0 | 5:12 | 8:9      |

| Pl | Team               | Sp | S  | N  | %    | GB   | Heim | Auswärts |
| -- | ------------------ | -- | -- | -- | ---- | ---- | ---- | -------- |
| 1  | Minnesota Lynx     | 34 | 28 | 6  | 82,4 | -    | 15:2 | 13:4     |
| 2  | Los Angeles Sparks | 34 | 26 | 8  | 76,5 | 2,0  | 14:3 | 12:5     |
| 3  | Seattle Storm      | 34 | 16 | 18 | 47,1 | 12,0 | 10:7 | 6:11     |
| 4  | Phoenix Mercury    | 34 | 16 | 18 | 47,1 | 12,0 | 11:6 | 5:12     |
| 5  | Dallas Wings       | 34 | 11 | 23 | 32,4 | 17,0 | 6:11 | 5:12     |
| 6  | San Antonio Stars  | 34 | 7  | 27 | 20,6 | 21,0 | 4:13 | 3:14     |

### All-Star Game 2016
Aufgrund der Olympischen Spiele in Rio fand 2016 kein All-Star-Game statt.

## Playoffs

### Modus
Am 28. Januar 2016 kündigte die Liga ein deutlich überarbeitetes Playoff-System an. Nachdem bisher sich aus jeder Conference die vier Mannschaften qualifiziert haben, starten in den Playoff die acht Teams der Liga mit den meisten Erfolgen in der regulären Saison. Diese werden entsprechend der Bilanz von ein bis acht gesetzt. In der ersten Runde, die zusätzlich eingeführt wurde, empfängt die Nummer 5 die Nummer 8 und die Nummer 6 die Nummer 7 jeweils in einer entscheidenden Partie. Die Top vier haben in dieser Runde ein Freilos. In der zweiten Runde empfängt die Nummer 3 den niedriger gesetzten Sieger aus der ersten Runde und die Nummer 4 den höher gesetzten Sieger aus der ersten Runde. Diese Runde wird auch ein einem Spiel entschieden und die beiden Top-Teams haben auch hier ein Freilos. In der dritten Runde (Halbfinale) trifft die Nummer 1 auf den niedriger gesetzten Sieger aus der zweiten Runde und die Nummer 2 den höher gesetzten Sieger aus der zweiten Runde. Der Sieger dieser Playoff-Serien erreichen die WNBA-Finals. Das Halbfinale und das Finale werden im Best-of-Five-Modus ausgetragen, das heißt, dass ein Team drei Siege zum Erfolg benötigt. Die Mannschaft mit der besseren Bilanz hat dabei in allen Duellen immer den Heimvorteil. Bei Spielen, die nach der regulären Spielzeit von 40 Minuten unentschieden bleiben, folgt die Overtime. Die Viertel dauern weiterhin zehn Minuten und es wird so lange gespielt bis eine Mannschaft nach Ende einer Overtime mehr Punkte als die gegnerische Mannschaft erzielt hat.

### Erste Runde
| 21. September 2016 | Bericht | Indiana Fever 78, Phoenix Mercury 89                                             | Indiana Fever 78, Phoenix Mercury 89 | Indiana Fever 78, Phoenix Mercury 89                          | Bankers Life Fieldhouse, Indianapolis Zuschauer: 6.282 Schiedsrichter: Tom Nunez, Byron Jarrett, Maj Forsberg |
| 21. September 2016 | Bericht | Punkte pro Viertel: 18:18, 20:17, 19:24, 21:30                                   |                                      |                                                               | Bankers Life Fieldhouse, Indianapolis Zuschauer: 6.282 Schiedsrichter: Tom Nunez, Byron Jarrett, Maj Forsberg |
| 21. September 2016 | Bericht | Punkte: Coleman, Catchings (je 13) Rebounds: Catchings (10) Assists: January (9) |                                      | Punkte: Taurasi (20) Rebounds: Griner (9) Assists: Taylor (4) | Bankers Life Fieldhouse, Indianapolis Zuschauer: 6.282 Schiedsrichter: Tom Nunez, Byron Jarrett, Maj Forsberg |
| 21. September 2016 | Bericht |                                                                                  |                                      |                                                               | Bankers Life Fieldhouse, Indianapolis Zuschauer: 6.282 Schiedsrichter: Tom Nunez, Byron Jarrett, Maj Forsberg |

| 21. September 2016 | Bericht | Atlanta Dream 94, Seattle Storm 85                                                    | Atlanta Dream 94, Seattle Storm 85 | Atlanta Dream 94, Seattle Storm 85                                      | Hank McCamish Pavilion, Atlanta Zuschauer: 2.553 Schiedsrichter: Eric Brewton, Amy Bonner, Jeff Wooten |
| 21. September 2016 | Bericht | Punkte pro Viertel: 19:18, 18:27, 29:21, 28:19                                        |                                    |                                                                         | Hank McCamish Pavilion, Atlanta Zuschauer: 2.553 Schiedsrichter: Eric Brewton, Amy Bonner, Jeff Wooten |
| 21. September 2016 | Bericht | Punkte: McCoughtry (37) Rebounds: Williams (16) Assists: McCoughtry, Clarendon (je 7) |                                    | Punkte: Loyd (24) Rebounds: Stewart, Langhorne (je 7) Assists: Bird (7) | Hank McCamish Pavilion, Atlanta Zuschauer: 2.553 Schiedsrichter: Eric Brewton, Amy Bonner, Jeff Wooten |
| 21. September 2016 | Bericht |                                                                                       |                                    |                                                                         | Hank McCamish Pavilion, Atlanta Zuschauer: 2.553 Schiedsrichter: Eric Brewton, Amy Bonner, Jeff Wooten |

### Zweite Runde
| 24. September 2016 | Bericht | New York Liberty 94, Phoenix Mercury 101                                  | New York Liberty 94, Phoenix Mercury 101 | New York Liberty 94, Phoenix Mercury 101                       | Madison Square Garden, New York City Zuschauer: 10.227 Schiedsrichter: Michael Price, Jeff Smith, Tom Mauer, Cheryl Flores |
| 24. September 2016 | Bericht | Punkte pro Viertel: 25:25, 16:27, 26:16, 27:33                            |                                          |                                                                | Madison Square Garden, New York City Zuschauer: 10.227 Schiedsrichter: Michael Price, Jeff Smith, Tom Mauer, Cheryl Flores |
| 24. September 2016 | Bericht | Punkte: Wright (21) Rebounds: Charles (9) Assists: Wright, Charles (je 5) |                                          | Punkte: Taurasi (30) Rebounds: Griner (10) Assists: Griner (5) | Madison Square Garden, New York City Zuschauer: 10.227 Schiedsrichter: Michael Price, Jeff Smith, Tom Mauer, Cheryl Flores |
| 24. September 2016 | Bericht |                                                                           |                                          |                                                                | Madison Square Garden, New York City Zuschauer: 10.227 Schiedsrichter: Michael Price, Jeff Smith, Tom Mauer, Cheryl Flores |

| 25. September 2016 | Bericht | Chicago Sky 108, Atlanta Dream 98                                         | Chicago Sky 108, Atlanta Dream 98 | Chicago Sky 108, Atlanta Dream 98                                      | Allstate Arena, Rosemont Zuschauer: 3.922 Schiedsrichter: Roy Gulbeyan, Sue Blauch, Kurt Walker |
| 25. September 2016 | Bericht | Punkte pro Viertel: 37:25, 19:25, 31:20, 21:28                            |                                   |                                                                        | Allstate Arena, Rosemont Zuschauer: 3.922 Schiedsrichter: Roy Gulbeyan, Sue Blauch, Kurt Walker |
| 25. September 2016 | Bericht | Punkte: Vandersloot (21) Rebounds: Breland (16) Assists: Vandersloot (13) |                                   | Punkte: McCoughtry (27) Rebounds: Williams (9) Assists: McCoughtry (9) | Allstate Arena, Rosemont Zuschauer: 3.922 Schiedsrichter: Roy Gulbeyan, Sue Blauch, Kurt Walker |
| 25. September 2016 | Bericht |                                                                           |                                   |                                                                        | Allstate Arena, Rosemont Zuschauer: 3.922 Schiedsrichter: Roy Gulbeyan, Sue Blauch, Kurt Walker |

### Halbfinale

#### (1) Minnesota Lynx – (8) Phoenix Mercury
| 28. September 2016 | Bericht | Minnesota Lynx 113, Phoenix Mercury 95                                    | Minnesota Lynx 113, Phoenix Mercury 95 | Minnesota Lynx 113, Phoenix Mercury 95                        | Xcel Energy Center, Saint Paul Zuschauer: 9.013 Schiedsrichter: Roy Gulbeyan, Eric Brewton, Tiffany Bird |
| 28. September 2016 | Bericht | Punkte pro Viertel: 24:23, 31:15, 36:34, 22:23                            |                                        |                                                               | Xcel Energy Center, Saint Paul Zuschauer: 9.013 Schiedsrichter: Roy Gulbeyan, Eric Brewton, Tiffany Bird |
| 28. September 2016 | Bericht | Punkte: Moore (31) Rebounds: Fowles (10) Assists: Augustus, Whalen (je 7) |                                        | Punkte: Taurasi (25) Rebounds: Taylor (5) Assists: Dupree (5) | Xcel Energy Center, Saint Paul Zuschauer: 9.013 Schiedsrichter: Roy Gulbeyan, Eric Brewton, Tiffany Bird |
| 28. September 2016 | Bericht | 1:0                                                                       |                                        |                                                               | Xcel Energy Center, Saint Paul Zuschauer: 9.013 Schiedsrichter: Roy Gulbeyan, Eric Brewton, Tiffany Bird |

| 30. September 2016 | Bericht | Minnesota Lynx 96, Phoenix Mercury 86                        | Minnesota Lynx 96, Phoenix Mercury 86 | Minnesota Lynx 96, Phoenix Mercury 86                           | Xcel Energy Center, Saint Paul Zuschauer: 11.923 Schiedsrichter: Byron Jarrett, Jeff Smith, Maj Forsberg |
| 30. September 2016 | Bericht | Punkte pro Viertel: 35:24, 20:23, 22:18, 19:21               |                                       |                                                                 | Xcel Energy Center, Saint Paul Zuschauer: 11.923 Schiedsrichter: Byron Jarrett, Jeff Smith, Maj Forsberg |
| 30. September 2016 | Bericht | Punkte: Moore (26) Rebounds: Brunson (11) Assists: Moore (5) |                                       | Punkte: Taurasi (31) Rebounds: Harrison (9) Assists: Taylor (5) | Xcel Energy Center, Saint Paul Zuschauer: 11.923 Schiedsrichter: Byron Jarrett, Jeff Smith, Maj Forsberg |
| 30. September 2016 | Bericht | 2:0                                                          |                                       |                                                                 | Xcel Energy Center, Saint Paul Zuschauer: 11.923 Schiedsrichter: Byron Jarrett, Jeff Smith, Maj Forsberg |

| 2. Oktober 2016 | Bericht | Phoenix Mercury 67, Minnesota Lynx 82                                                 | Phoenix Mercury 67, Minnesota Lynx 82 | Phoenix Mercury 67, Minnesota Lynx 82                        | US Airways Center, Phoenix Zuschauer: 9.631 Schiedsrichter: Sue Blauch, Kurt Walker, Michael Price |
| 2. Oktober 2016 | Bericht | Punkte pro Viertel: 23:18, 15:21, 15:26, 14:17                                        |                                       |                                                              | US Airways Center, Phoenix Zuschauer: 9.631 Schiedsrichter: Sue Blauch, Kurt Walker, Michael Price |
| 2. Oktober 2016 | Bericht | Punkte: Taurasi, Bonner (je 12) Rebounds: Griner, Harrison (je 7) Assists: Xargay (5) |                                       | Punkte: Moore (20) Rebounds: Brunson (9) Assists: Whalen (5) | US Airways Center, Phoenix Zuschauer: 9.631 Schiedsrichter: Sue Blauch, Kurt Walker, Michael Price |
| 2. Oktober 2016 | Bericht | 0:3                                                                                   |                                       |                                                              | US Airways Center, Phoenix Zuschauer: 9.631 Schiedsrichter: Sue Blauch, Kurt Walker, Michael Price |

#### (2) Los Angeles Sparks – (4) Chicago Sky
| 28. September 2016 | Bericht | Los Angeles Sparks 95, Chicago Sky 75                             | Los Angeles Sparks 95, Chicago Sky 75 | Los Angeles Sparks 95, Chicago Sky 75                                | Walter Pyramid, Long Beach Zuschauer: 3.894 Schiedsrichter: Michael Price, Cheryl Flores, Tom Mauer |
| 28. September 2016 | Bericht | Punkte pro Viertel: 22:20, 30:15, 23:26, 20:14                    |                                       |                                                                      | Walter Pyramid, Long Beach Zuschauer: 3.894 Schiedsrichter: Michael Price, Cheryl Flores, Tom Mauer |
| 28. September 2016 | Bericht | Punkte: Parker (30) Rebounds: Ogwumike (10) Assists: Ogwumike (6) |                                       | Punkte: Faulkner (13) Rebounds: Breland (7) Assists: Vandersloot (5) | Walter Pyramid, Long Beach Zuschauer: 3.894 Schiedsrichter: Michael Price, Cheryl Flores, Tom Mauer |
| 28. September 2016 | Bericht | 1:0                                                               |                                       |                                                                      | Walter Pyramid, Long Beach Zuschauer: 3.894 Schiedsrichter: Michael Price, Cheryl Flores, Tom Mauer |

| 30. September 2016 | Bericht | Los Angeles Sparks 99, Chicago Sky 84                                      | Los Angeles Sparks 99, Chicago Sky 84 | Los Angeles Sparks 99, Chicago Sky 84                              | Staples Center, Los Angeles Zuschauer: 7.855 Schiedsrichter: Eric Brewton, Amy Bonner, Billy Smith |
| 30. September 2016 | Bericht | Punkte pro Viertel: 28:27, 29:15, 21:17, 21:25                             |                                       |                                                                    | Staples Center, Los Angeles Zuschauer: 7.855 Schiedsrichter: Eric Brewton, Amy Bonner, Billy Smith |
| 30. September 2016 | Bericht | Punkte: Parker, Lavender (je 20) Rebounds: Parker (12) Assists: Parker (8) |                                       | Punkte: Dos Santos (15) Rebounds: Breland (9) Assists: Quigley (5) | Staples Center, Los Angeles Zuschauer: 7.855 Schiedsrichter: Eric Brewton, Amy Bonner, Billy Smith |
| 30. September 2016 | Bericht | 2:0                                                                        |                                       |                                                                    | Staples Center, Los Angeles Zuschauer: 7.855 Schiedsrichter: Eric Brewton, Amy Bonner, Billy Smith |

| 2. Oktober 2016 | Bericht | Chicago Sky 77, Los Angeles Sparks 60                                                 | Chicago Sky 77, Los Angeles Sparks 60 | Chicago Sky 77, Los Angeles Sparks 60                           | Allstate Arena, Rosemont Zuschauer: 5.018 Schiedsrichter: Maj Forsberg, Tom Nunez, Jeff Wooten |
| 2. Oktober 2016 | Bericht | Punkte pro Viertel: 14:23, 16:16, 19:8, 21:19                                         |                                       |                                                                 | Allstate Arena, Rosemont Zuschauer: 5.018 Schiedsrichter: Maj Forsberg, Tom Nunez, Jeff Wooten |
| 2. Oktober 2016 | Bericht | Punkte: Vandersloot (17) Rebounds: Boyette (11) Assists: Vandersloot, Faulkner (je 5) |                                       | Punkte: Ogwumike (22) Rebounds: Parker (15) Assists: Parker (6) | Allstate Arena, Rosemont Zuschauer: 5.018 Schiedsrichter: Maj Forsberg, Tom Nunez, Jeff Wooten |
| 2. Oktober 2016 | Bericht | 1:2                                                                                   |                                       |                                                                 | Allstate Arena, Rosemont Zuschauer: 5.018 Schiedsrichter: Maj Forsberg, Tom Nunez, Jeff Wooten |

| 4. Oktober 2016 | Bericht | Chicago Sky 75, Los Angeles Sparks 95                            | Chicago Sky 75, Los Angeles Sparks 95 | Chicago Sky 75, Los Angeles Sparks 95                        | Allstate Arena, Rosemont Zuschauer: 3.841 Schiedsrichter: Sue Blauch, Tiffany Bird, Roy Gulbeyan |
| 4. Oktober 2016 | Bericht | Punkte pro Viertel: 11:23, 20:32, 28:14, 16:26                   |                                       |                                                              | Allstate Arena, Rosemont Zuschauer: 3.841 Schiedsrichter: Sue Blauch, Tiffany Bird, Roy Gulbeyan |
| 4. Oktober 2016 | Bericht | Punkte: Pondexter (19) Rebounds: Boyette (10) Assists: Young (6) |                                       | Punkte: Parker (29) Rebounds: Ogwumike (9) Assists: Gray (7) | Allstate Arena, Rosemont Zuschauer: 3.841 Schiedsrichter: Sue Blauch, Tiffany Bird, Roy Gulbeyan |
| 4. Oktober 2016 | Bericht | 1:3                                                              |                                       |                                                              | Allstate Arena, Rosemont Zuschauer: 3.841 Schiedsrichter: Sue Blauch, Tiffany Bird, Roy Gulbeyan |

### WNBA-Finals
| 9. Oktober 2016 | Bericht | Minnesota Lynx 76, Los Angeles Sparks 78                                    | Minnesota Lynx 76, Los Angeles Sparks 78 | Minnesota Lynx 76, Los Angeles Sparks 78                                              | Target Center, Minneapolis Zuschauer: 12.113 Schiedsrichter: Maj Forsberg, Jeff Wooten, Tom Nunez |
| 9. Oktober 2016 | Bericht | Punkte pro Viertel: 18:21, 18:13, 24:22, 16:22                              |                                          |                                                                                       | Target Center, Minneapolis Zuschauer: 12.113 Schiedsrichter: Maj Forsberg, Jeff Wooten, Tom Nunez |
| 9. Oktober 2016 | Bericht | Punkte: drei Spielerinnen (je 18) Rebounds: Fowles (13) Assists: Whalen (6) |                                          | Punkte: Ogwumike, Toliver (je 19) Rebounds: Ogwumike, Parker (je 9) Assists: Gray (4) | Target Center, Minneapolis Zuschauer: 12.113 Schiedsrichter: Maj Forsberg, Jeff Wooten, Tom Nunez |
| 9. Oktober 2016 | Bericht | 1:0                                                                         |                                          |                                                                                       | Target Center, Minneapolis Zuschauer: 12.113 Schiedsrichter: Maj Forsberg, Jeff Wooten, Tom Nunez |

| 11. Oktober 2016 | Bericht | Minnesota Lynx 79, Los Angeles Sparks 60                     | Minnesota Lynx 79, Los Angeles Sparks 60 | Minnesota Lynx 79, Los Angeles Sparks 60                                        | Target Center, Minneapolis Zuschauer: 12.832 Schiedsrichter: Michael Price, Billy Smith, Roy Gulbeyan |
| 11. Oktober 2016 | Bericht | Punkte pro Viertel: 35:24, 20:23, 22:18, 19:21               |                                          |                                                                                 | Target Center, Minneapolis Zuschauer: 12.832 Schiedsrichter: Michael Price, Billy Smith, Roy Gulbeyan |
| 11. Oktober 2016 | Bericht | Punkte: Moore (21) Rebounds: Fowles (15) Assists: Fowles (4) |                                          | Punkte: Ogwumike (14) Rebounds: Ogwumike (12) Assists: drei Spielerinnen (je 3) | Target Center, Minneapolis Zuschauer: 12.832 Schiedsrichter: Michael Price, Billy Smith, Roy Gulbeyan |
| 11. Oktober 2016 | Bericht | 1:1                                                          |                                          |                                                                                 | Target Center, Minneapolis Zuschauer: 12.832 Schiedsrichter: Michael Price, Billy Smith, Roy Gulbeyan |

| 14. Oktober 2016 | Bericht | Los Angeles Sparks 92, Minnesota Lynx 75                                 | Los Angeles Sparks 92, Minnesota Lynx 75 | Los Angeles Sparks 92, Minnesota Lynx 75                               | Galen Center, Los Angeles Zuschauer: 8.093 Schiedsrichter: Tom Mauer, Eric Brewton, Amy Bonner |
| 14. Oktober 2016 | Bericht | Punkte pro Viertel: 32:17, 16:23, 22:18, 22:17                           |                                          |                                                                        | Galen Center, Los Angeles Zuschauer: 8.093 Schiedsrichter: Tom Mauer, Eric Brewton, Amy Bonner |
| 14. Oktober 2016 | Bericht | Punkte: Parker (24) Rebounds: Ogwumike, Parker (je 9) Assists: Beard (7) |                                          | Punkte: Brunson, Fowles (je 14) Rebounds: Moore (7) Assists: Moore (5) | Galen Center, Los Angeles Zuschauer: 8.093 Schiedsrichter: Tom Mauer, Eric Brewton, Amy Bonner |
| 14. Oktober 2016 | Bericht | 2:1                                                                      |                                          |                                                                        | Galen Center, Los Angeles Zuschauer: 8.093 Schiedsrichter: Tom Mauer, Eric Brewton, Amy Bonner |

| 16. Oktober 2016 | Bericht | Los Angeles Sparks 79, Minnesota Lynx 85                    | Los Angeles Sparks 79, Minnesota Lynx 85 | Los Angeles Sparks 79, Minnesota Lynx 85                                 | Staples Center, Los Angeles Zuschauer: 12.885 Schiedsrichter: Roy Gulbeyan, Maj Forsberg, Kurt Walker |
| 16. Oktober 2016 | Bericht | Punkte pro Viertel: 20:22, 20:24, 19:19, 20:20              |                                          |                                                                          | Staples Center, Los Angeles Zuschauer: 12.885 Schiedsrichter: Roy Gulbeyan, Maj Forsberg, Kurt Walker |
| 16. Oktober 2016 | Bericht | Punkte: Gray (20) Rebounds: Ogwumike (8) Assists: Beard (4) |                                          | Punkte: Moore (31) Rebounds: Fowles (13) Assists: Moore, Augustus (je 5) | Staples Center, Los Angeles Zuschauer: 12.885 Schiedsrichter: Roy Gulbeyan, Maj Forsberg, Kurt Walker |
| 16. Oktober 2016 | Bericht | 2:2                                                         |                                          |                                                                          | Staples Center, Los Angeles Zuschauer: 12.885 Schiedsrichter: Roy Gulbeyan, Maj Forsberg, Kurt Walker |

| 20. Oktober 2016 | Bericht | Minnesota Lynx 76, Los Angeles Sparks 77                                | Minnesota Lynx 76, Los Angeles Sparks 77 | Minnesota Lynx 76, Los Angeles Sparks 77                                  | Target Center, Minneapolis Zuschauer: 19.423 Schiedsrichter: Tom Nunez, Eric Brewton, Amy Bonner |
| 20. Oktober 2016 | Bericht | Punkte pro Viertel: 18:17, 16:11, 21:26, 21:23                          |                                          |                                                                           | Target Center, Minneapolis Zuschauer: 19.423 Schiedsrichter: Tom Nunez, Eric Brewton, Amy Bonner |
| 20. Oktober 2016 | Bericht | Punkte: Moore (23) Rebounds: Brunson, Fowles (je 9) Assists: Moore (11) |                                          | Punkte: Parker (28) Rebounds: Ogwumike, Parker (je 12) Assists: Beard (6) | Target Center, Minneapolis Zuschauer: 19.423 Schiedsrichter: Tom Nunez, Eric Brewton, Amy Bonner |
| 20. Oktober 2016 | Bericht | 2:3                                                                     |                                          |                                                                           | Target Center, Minneapolis Zuschauer: 19.423 Schiedsrichter: Tom Nunez, Eric Brewton, Amy Bonner |

### Playoff-Baum
| 1. Runde | 1. Runde        | 1. Runde |  |  | 2. Runde | 2. Runde         | 2. Runde |   |                    | Halbfinale | Halbfinale      | Halbfinale |   |                | WNBA-Finale | WNBA-Finale        | WNBA-Finale |
|          |                 |          |  |  |          |                  |          |   |                    |            |                 |            |   |                |             |                    |             |
|          |                 |          |  |  |          |                  |          |   |                    |            |                 |            |   |                |             |                    |             |
|          |                 |          |  |  |          |                  |          |   |                    |            |                 |            |   |                |             |                    |             |
|          |                 |          |  |  |          |                  |          |   |                    |            |                 |            |   |                |             |                    |             |
|          |                 |          |  |  |          |                  |          | 1 | Minnesota Lynx     | 3          |                 |            |   |                |             |                    |             |
| 5        | Indiana Fever   | 0        |  |  |          |                  |          |   |                    | 8          | Phoenix Mercury | 0          |   |                |             |                    |             |
| 8        | Phoenix Mercury | 1        |  |  | 3        | New York Liberty | 0        |   |                    |            |                 |            |   |                |             |                    |             |
|          |                 |          |  |  | 8        | Phoenix Mercury  | 1        |   |                    |            |                 |            |   |                |             |                    |             |
|          |                 |          |  |  |          |                  |          |   |                    |            |                 |            | 1 | Minnesota Lynx | 2           |                    |             |
|          |                 |          |  |  |          |                  |          |   |                    |            |                 |            |   |                | 2           | Los Angeles Sparks | 3           |
|          |                 |          |  |  | 4        | Chicago Sky      | 1        |   |                    |            |                 |            |   |                |             |                    |             |
| 6        | Atlanta Dream   | 1        |  |  | 6        | Atlanta Dream    | 0        |   |                    |            |                 |            |   |                |             |                    |             |
| 7        | Seattle Storm   | 0        |  |  |          |                  |          | 2 | Los Angeles Sparks | 3          |                 |            |   |                |             |                    |             |
|          |                 |          |  |  |          |                  |          |   |                    | 4          | Chicago Sky     | 1          |   |                |             |                    |             |
|          |                 |          |  |  |          |                  |          |   |                    |            |                 |            |   |                |             |                    |             |
|          |                 |          |  |  |          |                  |          |   |                    |            |                 |            |   |                |             |                    |             |
|          |                 |          |  |  |          |                  |          |   |                    |            |                 |            |   |                |             |                    |             |

### WNBA-Meistermannschaft
(Teilnahme an mindestens einem Playoff-Spiel)
| WNBA Meister Los Angeles Sparks | Guards: Kristi Toliver, Chelsea Gray, Ana Dabović Guard-Forwards: Alana Beard, Essence Carson Forwards: Nneka Ogwumike, Jelena Dubljevic, Eugeniya Belyakova Forward-Center: Candace Parker (Finals MVP), Sandrine Gruda Center: Jantel Lavender, Ann Wauters Cheftrainer: Brian Agler |

## Auszeichnungen
| Auszeichnung                            | Spielerin          | Mannschaft         | Bemerkung              |
| --------------------------------------- | ------------------ | ------------------ | ---------------------- |
| WNBA Finals MVP Award                   | Candace Parker     | Los Angeles Sparks | –                      |
| WNBA Most Valuable Player Award         | Nneka Ogwumike     | Los Angeles Sparks | 31 von 39 Stimmen      |
| WNBA Defensive Player of the Year Award | Sylvia Fowles      | Minnesota Lynx     | 19 von 39 Stimmen      |
| WNBA Most Improved Player Award         | Elizabeth Williams | Atlanta Dream      | 14 von 39 Stimmen      |
| WNBA Peak Performer (Punkte)            | Tina Charles       | New York Liberty   | 21,5 Punkte pro Spiel  |
| WNBA Peak Performer (Rebounds)          | Tina Charles       | New York Liberty   | 9,9 Rebounds pro Spiel |
| WNBA Peak Performer (Assists)           | Sue Bird           | Seattle Storm      | 5,8 Assists pro Spiel  |
| WNBA Rookie of the Year Award           | Breanna Stewart    | Seattle Storm      | 38 von 39 Stimmen      |
| WNBA Sixth Woman of the Year Award      | Jantel Lavender    | Los Angeles Sparks | 26 von 39 Stimmen      |
| Kim Perrot Sportsmanship Award          | Tamika Catchings   | Indiana Fever      | 29 von 39 Stimmen      |
| WNBA Coach of the Year Award            | Cheryl Reeve       | Minnesota Lynx     | 17 von 39 Stimmen      |

### All-WNBA Teams
| All-WNBA First Team |                                    |
| Guards:             | Maya Moore – Sue Bird              |
| Forwards:           | Nneka Ogwumike – Elena Delle Donne |
| Center:             | Tina Charles                       |

| All-WNBA Second Team |                                    |
| Guards:              | Diana Taurasi – Jewell Loyd        |
| Forwards:            | Angel McCoughtry – Breanna Stewart |
| Center:              | Sylvia Fowles                      |

### All-Rookie Team
| All-Rookie Team |                                     |
| Guards:         | Moriah Jefferson – Tiffany Mitchell |
| Forwards:       | Aerial Powers – Breanna Stewart     |
| Center:         | Imani Boyette                       |

### All-Defensive Team
| All-Defensive First Team |                                   |
| Guards:                  | Alana Beard – Briann January      |
| Forwards:                | Angel McCoughtry – Nneka Ogwumike |
| Center:                  | Sylvia Fowles                     |

| All-Defensive Second Team |                                    |
| Guards:                   | Tanisha Wright – Jasmine Thomas    |
| Forwards:                 | Tamika Catchings – Breanna Stewart |
| Center:                   | Brittney Griner                    |

## Saisonnotizen
- Die Tulsa Shock zogen vor der Saison in die Region Dallas/Fort Worth um und treten nun als Dallas Wings an.